# Horní Loděnice
Horní Loděnice (vroeger: Německá Loděnice, Duits: Deutsch Lodenitz) is een Tsjechische gemeente in de regio Olomouc, en maakt deel uit van het district Olomouc. Horní Loděnice telt 352 inwoners.

## Geschiedenis
- 1296 – De eerste schriftelijke vermelding van de gemeente.
- 1979 – De gemeente wordt door de gemeente Šternberk geannexeerd.
- 1991 – De gemeente verkrijgt opnieuw haar zelfstandigheid.[1]

## Aanliggende gemeenten
| Aangrenzende gemeenten | Aangrenzende gemeenten | Aangrenzende gemeenten                   | Aangrenzende gemeenten | Aangrenzende gemeenten |
| ---------------------- | ---------------------- | ---------------------------------------- | ---------------------- | ---------------------- |
| Šternberk              |                        | Dětřichov nad Bystřicí (Moravië-Silezië) |                        | Moravský Beroun        |
|                        |                        |                                          |                        |                        |
| Lipina                 |                        |                                          |                        |                        |
|                        |                        |                                          |                        |                        |
|                        |                        | Šternberk                                |                        | Hraničné Petrovice     |

Babice · Bělkovice-Lašťany · Bílá Lhota · Bílsko · Blatec · Bohuňovice · Bouzov · Bukovany · Bystročice · Bystrovany · Červenka · Charváty · Cholina · Daskabát · Dlouhá Loučka · Dolany · Doloplazy · Domašov nad Bystřicí · Domašov u Šternberka · Drahanovice · Dub nad Moravou · Dubčany · Grygov · Haňovice · Hlásnice · Hlubočky · Hlušovice · Hněvotín · Hnojice · Horka nad Moravou · Horní Loděnice · Hraničné Petrovice · Huzová · Jívová · Komárov · Kozlov · Kožušany-Tážaly · Krčmaň · Křelov-Břuchotín · Liboš · Lipina · Lipinka · Litovel · Loučany · Loučka · Luběnice · Luká · Lutín · Lužice · Majetín · Medlov ·
Měrotín · Město Libavá · Mladeč · Mladějovice · Moravský Beroun · Mrsklesy · Mutkov · Náklo · Náměšť na Hané · Norberčany · Nová Hradečná · Olbramice · Olomouc · Paseka · Pňovice · Přáslavice · Příkazy · Řídeč · Samotišky · Senice na Hané · Senička · Skrbeň · Slatinice · Slavětín · Štarnov · Štěpánov · Šternberk · Strukov · Střeň · Suchonice · Šumvald · Svésedlice · Těšetice · Tovéř · Troubelice · Tršice · Újezd · Uničov · Ústín · Velká Bystřice · Velký Týnec · Velký Újezd · Věrovany · Vilémov · Vojenský újezd Libavá · Želechovice · Žerotín